# Opatów
Opatów – miasto w województwie świętokrzyskim, siedziba powiatu opatowskiego i gminy miejsko-wiejskiej Opatów.
W latach 1975–1998 miasto administracyjnie należało do woj. tarnobrzeskiego.
Według danych z 1 stycznia 2018 Opatów liczył 6516 mieszkańców. Ich liczba na 31 grudnia 2021 to 6113.

## Położenie
Opatów położony jest na Wyżynie Sandomierskiej, na wzgórzach o wysokości od 200 do 300 m n.p.m. Nieopodal rozciągają się pasma Jeleniowskie i Iwaniskie Gór Świętokrzyskich. Przez miasto przepływa rzeka Opatówka, rozdzielając je na dwie części i przecinając głęboką doliną.
Według danych z 1 stycznia 2011 r. powierzchnia miasta wynosiła 9,36 km².
Historycznie miasto przynależało do ziemi sandomierskiej w Małopolsce.

## Historia

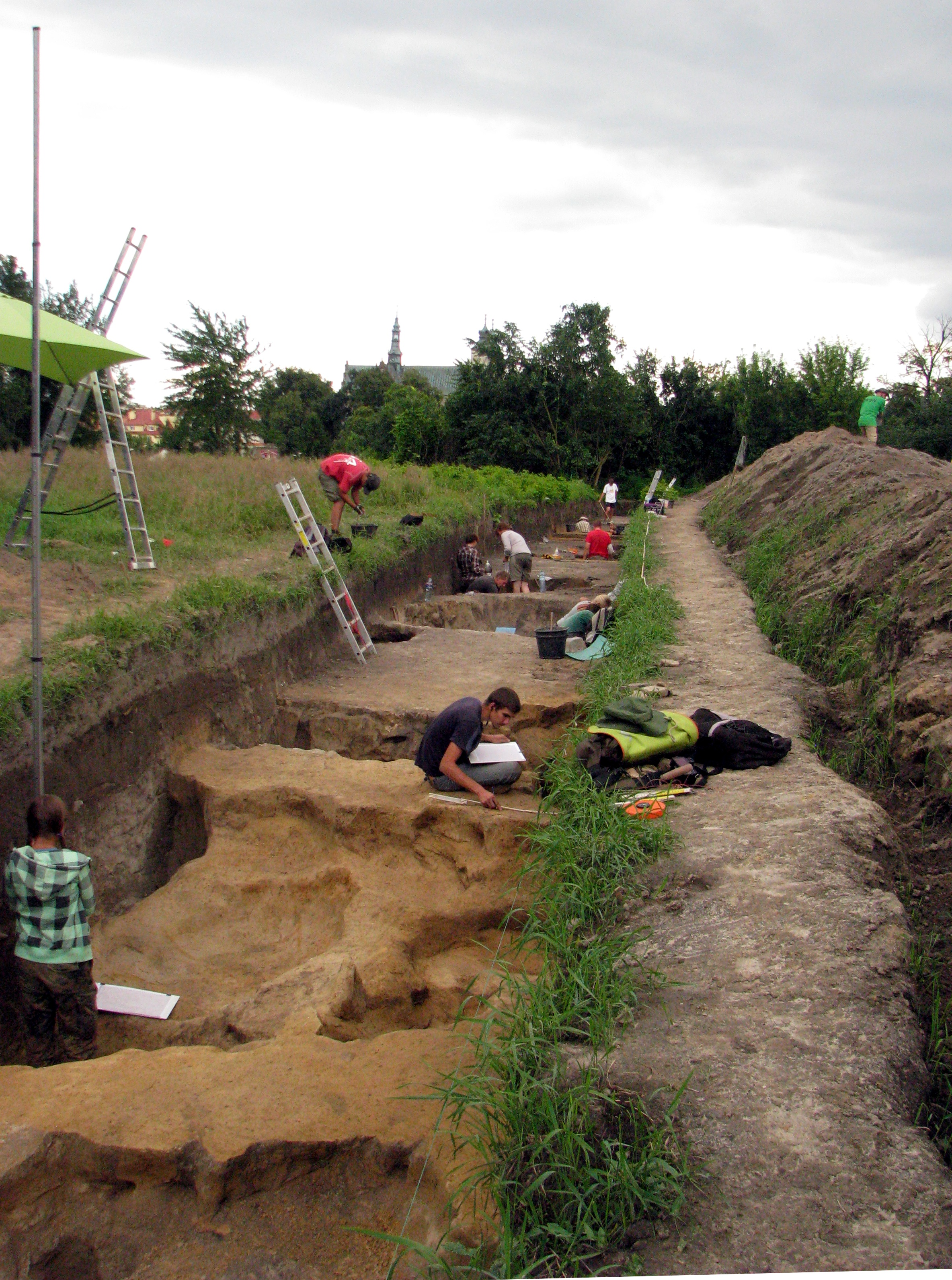
Osada Żmigród – profil wału obronnego, pozostałości domostw i fragmenty naczyń XII/XIII w.

### Żmigród opatowski (grodzisko)
Świadectwem najstarszej fazy zasiedlania żmigrodu są głównie fragmenty ceramiki z późnego neolitu oraz wczesnej epoki brązu, a także pozostałości kilku zniszczonych obiektów (jam?). Prawdopodobnie był to ośrodek grodowo-miejski powstały w ramach budowy struktury administracyjno-gospodarczej państwa pierwszych Piastów.
Początki osadnictwa na dzisiejszym terenie miasta są datowane na przełom X i XI wieków. Gród o nazwie Żmigród powstał zapewne pod koniec X lub w początkach XI w.
Pierwotnie grodzisko znajdowało się w północnej części obecnego miasta. Miało kształt cypla o podłożu lessowym, o powierzchni 1 hektara i zbudowane było na wysokim brzegu rzeki Opatówki noszącej dawniej nazwę Łukawy. Funkcjonowało na wzgórzu wokół klasztoru bernardynów, gdzie archeolodzy odkryli ślady zabudowy miejskiej z XI–XIII w. Tam też zbudowano pierwszą świątynię miasta, kościół na planie rotundy romańskiej, prawdopodobnie pod wezwaniem Najświętszej Maryi Panny.

### Średniowiecze

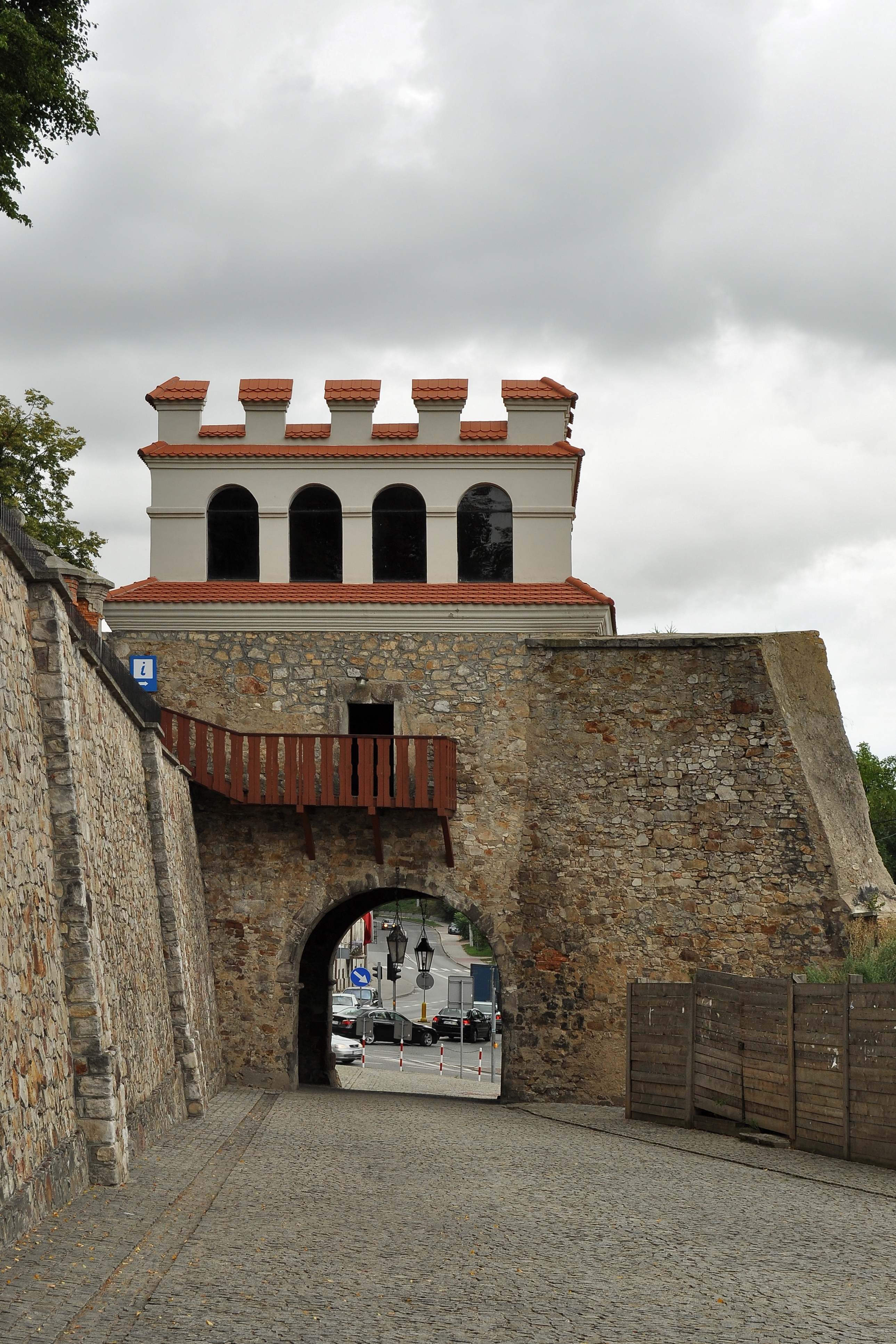
Pozostałości murów obronnych z bramą Warszawską

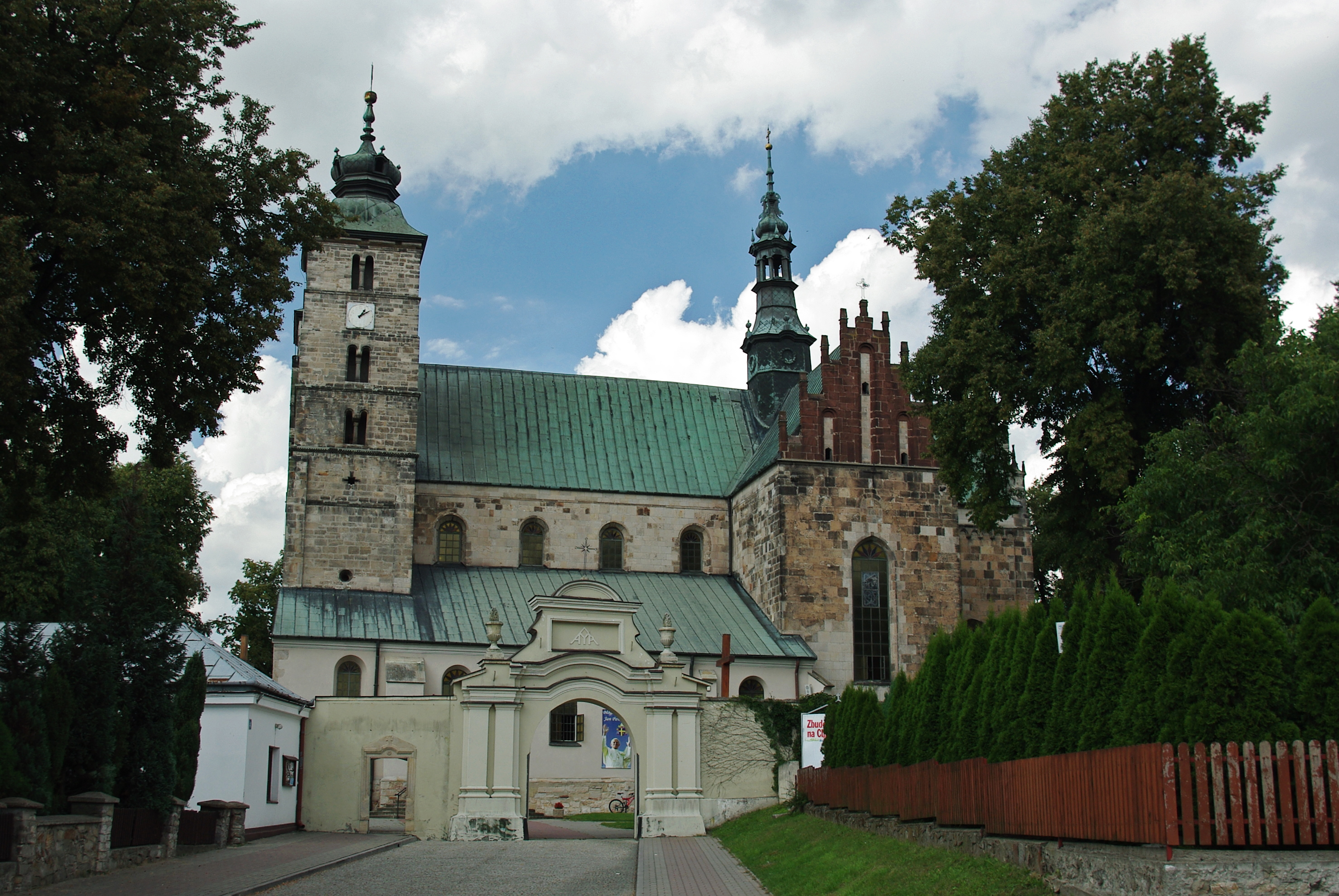
Romańska kolegiata pw. św. Marcina (XII w.)

Nowa nazwa „Opatów” po raz pierwszy pojawia się w dokumencie Kazimierza Sprawiedliwego z 1189 r. Istnieją przesłanki (m.in. wzmianka w kronice Jana Długosza), że w Opatowie była pierwsza polska komandoria templariuszy założona za czasów Henryka Sandomierskiego, który uczestniczył w krucjatach do Ziemi Świętej u boku rycerzy-zakonników. Pozostałością klasztoru templariuszy ma być rzekomo kolegiata św. Marcina.
Przyjmuje się, że ok. 1237 r. z nadania książęcego Henryka Brodatego Opatów wraz z kilkunastoma wsiami przeszedł na własność biskupów lubuskich. W 1282 r. biskupi uzyskali od księcia Leszka Czarnego przywilej umożliwiający nadanie wsiom i miastom prawa niemieckiego – dokument ten uznawany jest za akt tożsamy (choć zasadniczo różny od podobnych aktów z tego okresu) z nadaniem dla Opatowa prawa magdeburskiego – była to pierwsza lokacja na terenie grodziska (Żmigrodu), druga lokacja miała miejsce ok. 1328 r. i wiązała się z translacją na przeciwległy brzeg rzeki Opatówki.
Miasto zachowało obowiązek udzielania stacji. Od XV w. do utraty niepodległości Opatów był miejscem sejmików dawnego województwa sandomierskiego. Także tutaj, w XV w. odbywały się roki sądu ziemskiego dla okolicznej szlachty.

Podczas najazdu Tatarów w 1502 r. został niemal całkowicie zniszczony. W 1514 r. dobra opatowskie kupił kanclerz wielki koronny Krzysztof Szydłowiecki. W tym czasie miasto zostało ufortyfikowane (z tego okresu zachowały się do dziś pozostałości murów miejskich z jedyną zachowaną bramą – Warszawską). Po śmierci Szydłowieckiego miasto było własnością kolejno: Tarnowskich, Ostrogskich, Lubomirskich, Potockich i Karskich i do 1864 r. pozostawało własnością prywatną.

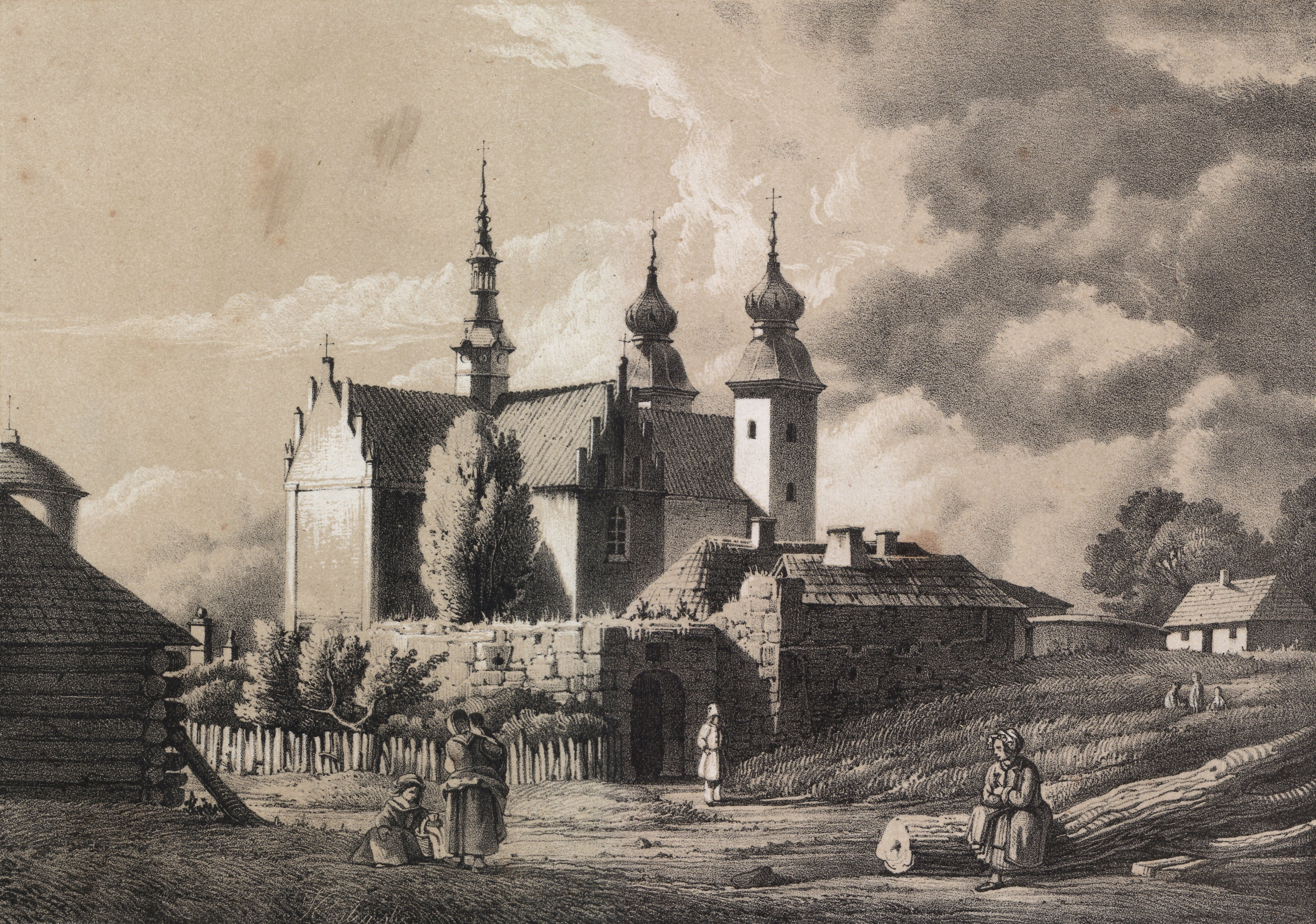
Opatów (widok na kolegiatę) na litografii Juliana Ceglińskiego

Miasto w latach 1576–1578 było własnością ks. Mikołaja Krzysztofa Radziwiłła (Sierotki), szwagra Mikołaja Buczackiego-Tworowskiego.
W 1760 r. król August III Sas mianował Pejsaka Chaimowicza mieszkańca Opatowa, królewskim syndykiem do spraw żydowskich i jednym z faktorów warszawskiego dworu.

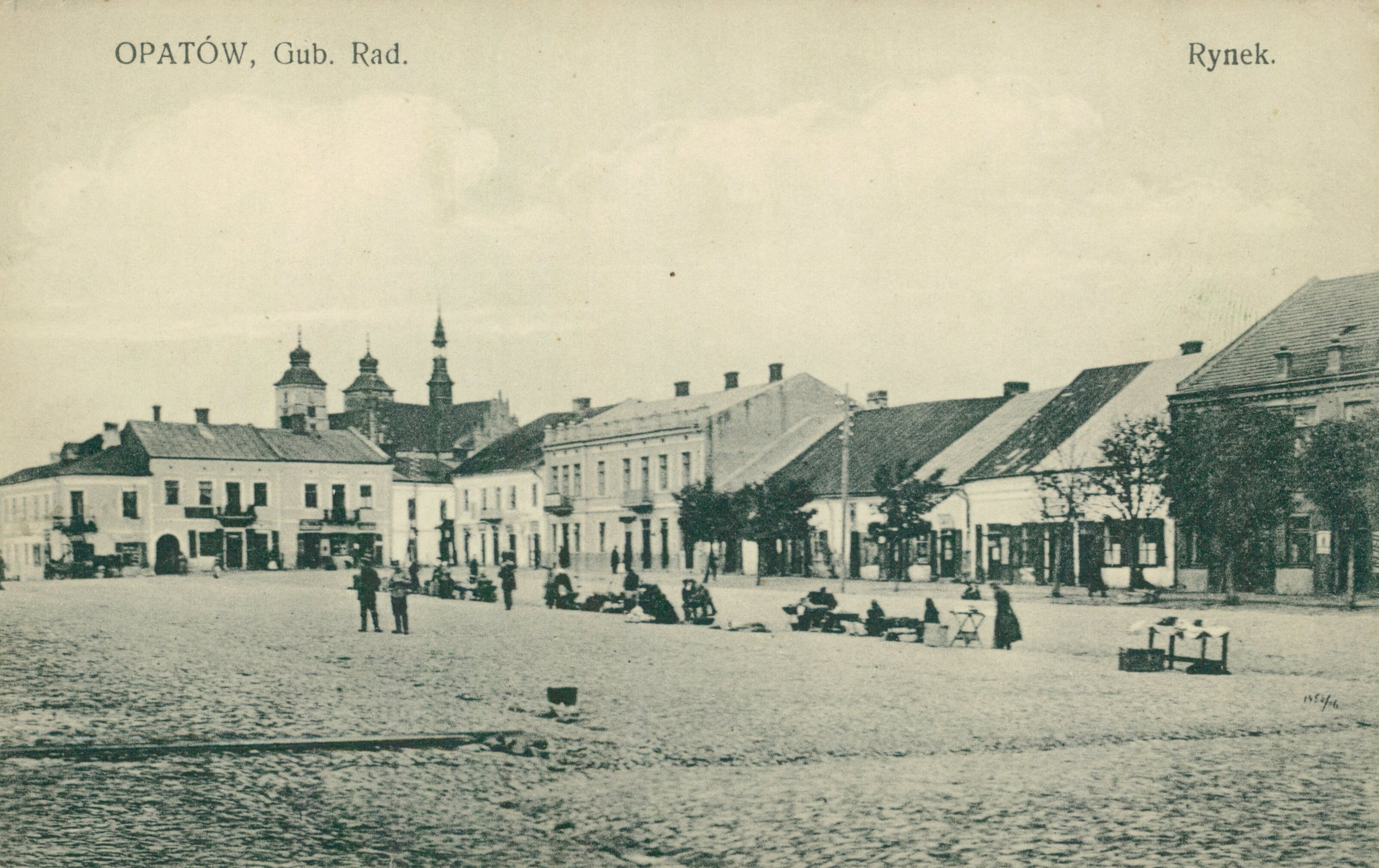
Rynek ok. 1910-1914 r.

W XVIII w. Opatów stał się przystanią dla wielu Greków, którzy na ziemiach Królestwa Polskiego szukali schronienia przed prześladowaniami tureckimi. Uzyskali oni pozwolenie na zakładanie świątyń i odprawianie nabożeństw w obrządku bizantyjskim. Już w 1778 r. w mieście powstała prawosławna parafia pw. św. Mikołaja, która w 1837 r. została przeniesiona do Radomia.
W okresie powstania styczniowego, miasto było miejscem bitwy pomiędzy oddziałami II korpusu generała Józefa Hauke-Bosaka a Rosjanami. Opatów w czasie powstania styczniowego wielokrotnie przechodził z rąk do rąk. Oddziały gen. Bosaka zdobyły Opatów 25 listopada 1863 r. Poległ wtedy jedynie por. Tyszkiewicz. Zdobyto broń i amunicję. Drugie uderzenie 21 lutego 1864 r. nie było udane. Bitwa opatowska przeszła do historii jako największa, a zarazem ostatnia bitwa powstańcza.

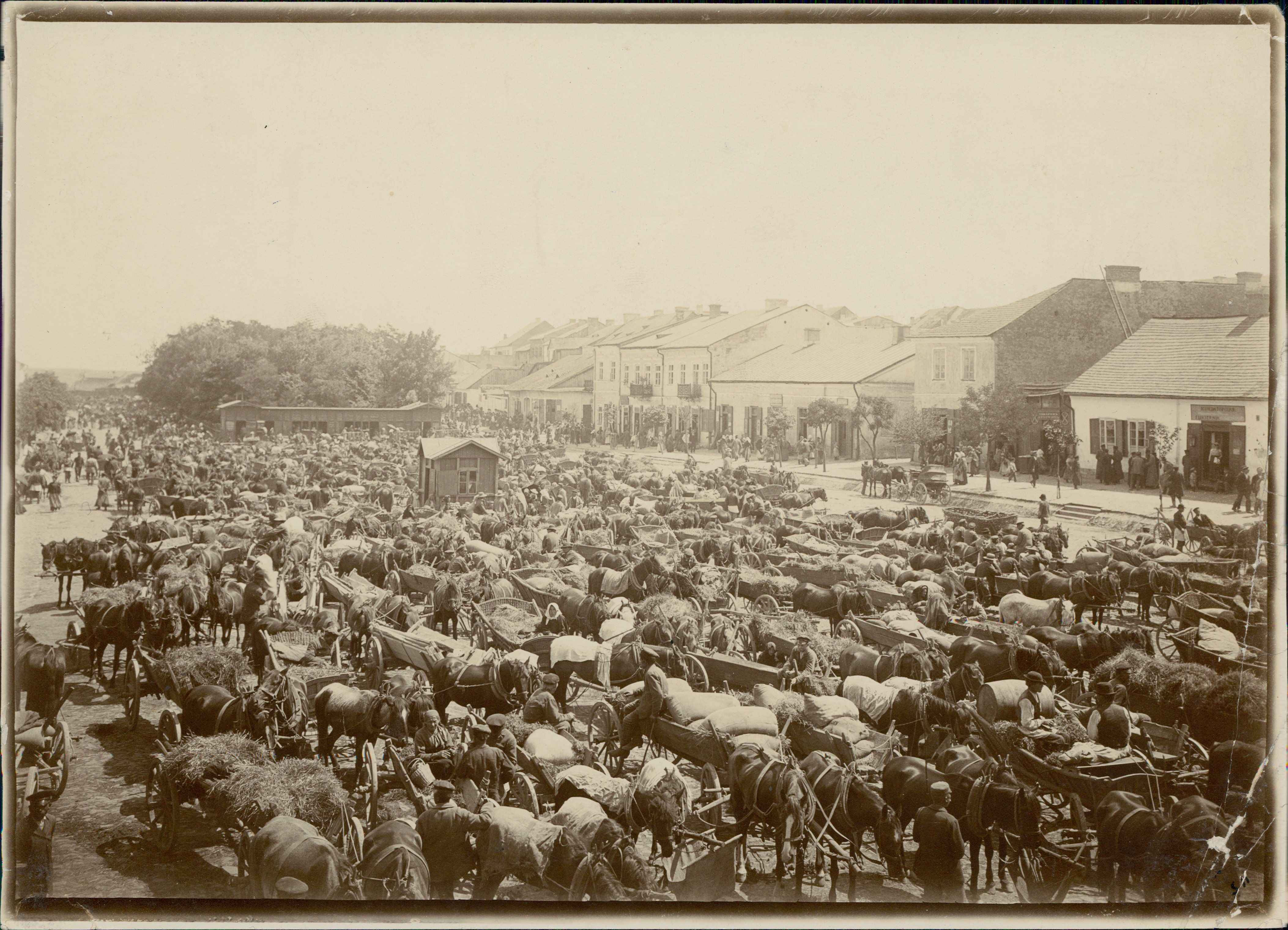
Jarmark na rynku w Opatowie. ca 1914

W międzywojniu Opatów odwiedził Jarosław Iwaszkiewicz i opisał go w swoich Podróżach po Polsce. W wiosce Zochcin dwa kilometry od Opatowa urodził się pisarz Stanisław Czernik, którego imieniem nazwana jest biblioteka powiatowa. W innej pobliskiej wsi, Małoszycach urodził się Witold Gombrowicz, autor Ferdydurke. Popiersie pisarza znajduje się na skwerze w środku miasta.

### II wojna światowa
W czasie II wojny światowej Opatów był terenem aktywnej działalności podziemnej. W nocy z 12 na 13 marca 1943 oddział „Jędrusiów” przy współudziale miejscowej partyzantki AK dokonał udanej akcji odbicia 82 więźniów z tutejszego więzienia. W okresie od sierpnia 1944 do 16 stycznia 1945 okupacyjnym burmistrzem Opatowa był Bruno Motschall.

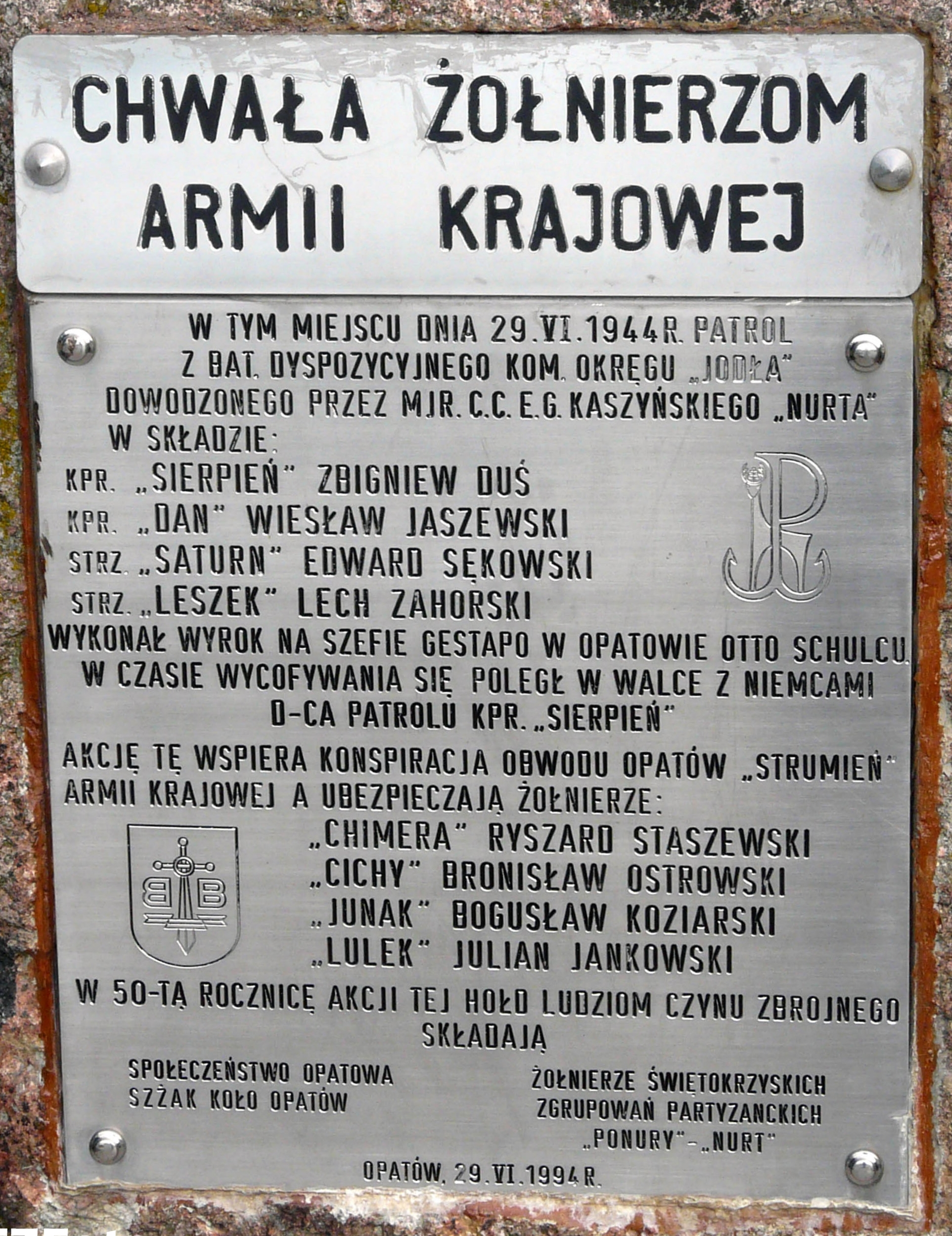
Pamiątka czynów Armii Krajowej

Podczas okupacji hitlerowskiej, 6 kwietnia 1941 roku Niemcy utworzyli getto dla żydowskich mieszkańców. Przebywało w nim około 7000 Żydów z Opatowa oraz deportowani z innych miejscowości (m.in. Wiednia). 21 października 1942 większość Żydów została wywieziona do obozu zagłady Treblinka II i tam zamordowana.
W wyniku represji niemieckiego okupanta liczba mieszkańców Opatowa zmniejszyła się o 50%.
W sierpniu 1944 r. w rejon Opatowa dotarła Armia Czerwona w ramach operacji lwowsko-sandomierskiej tocząc walki o powiększenie przyczółka baranowsko-sandomierskiego. W czasie walk już w sierpniu 1944 w rejonie Opatowa poległ Bohater Związku Radzieckiego major Stiepan Posziwalnikow, dowódca eskadry szturmowej w 2 Armii Lotniczej. Opatów został jednak zdobyty przez Armię Czerwoną dopiero 16 stycznia 1945 r. w czasie ofensywy styczniowej. 

### Okres powojenny
Po wojnie w mieście rozwinął się przemysł przetwórczy – spożywczy i włókienniczy. Wybudowano nowe osiedle mieszkaniowe im. Mikołaja Kopernika, Miejski Dom Kultury. W 1964 roku w 20 lecie Polski Ludowej na rynku wzniesiono Pomnik Bohaterów Ziemi Opatowskiej a w 1965 roku przed budynkiem miejscowego liceum odsłonięto pomnik zamordowanych podczas okupacji nauczycieli.
Obecnie miasto straciło na znaczeniu. W ciągu dwóch dekad (1998-2018) liczba mieszkańców Opatowa zmniejszyła się o 12,6 procent.

## Społeczność żydowska w Opatowie

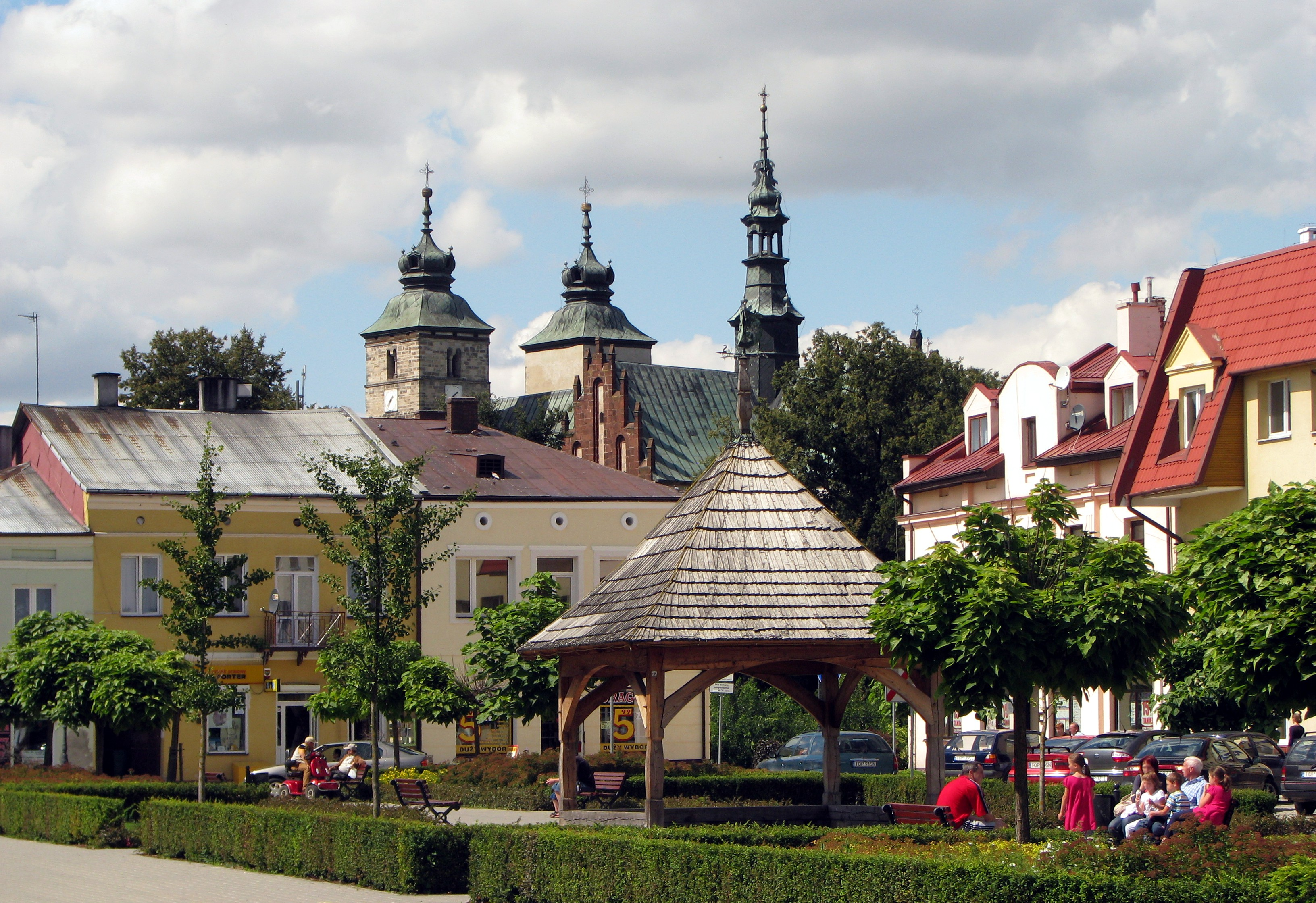
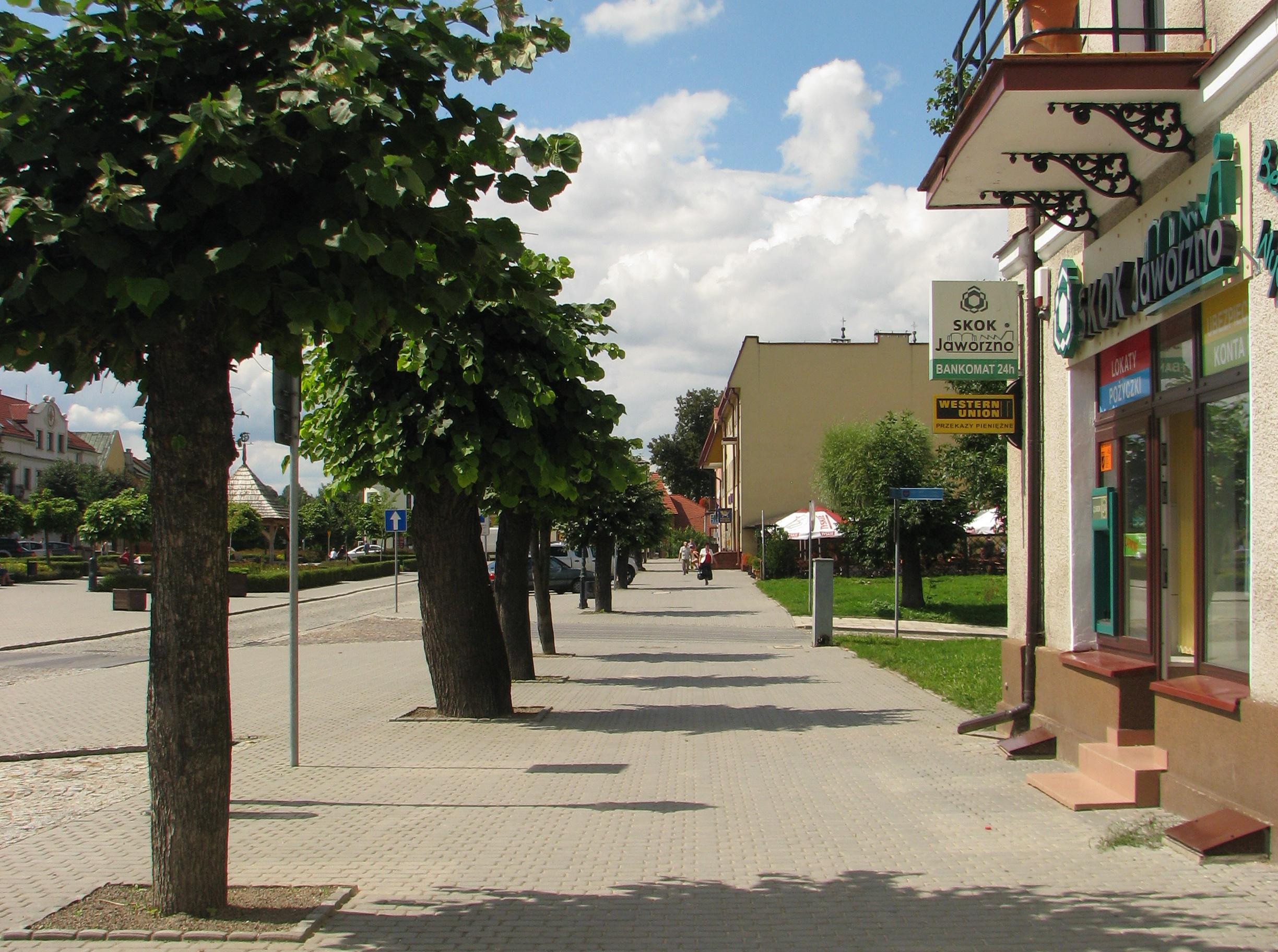
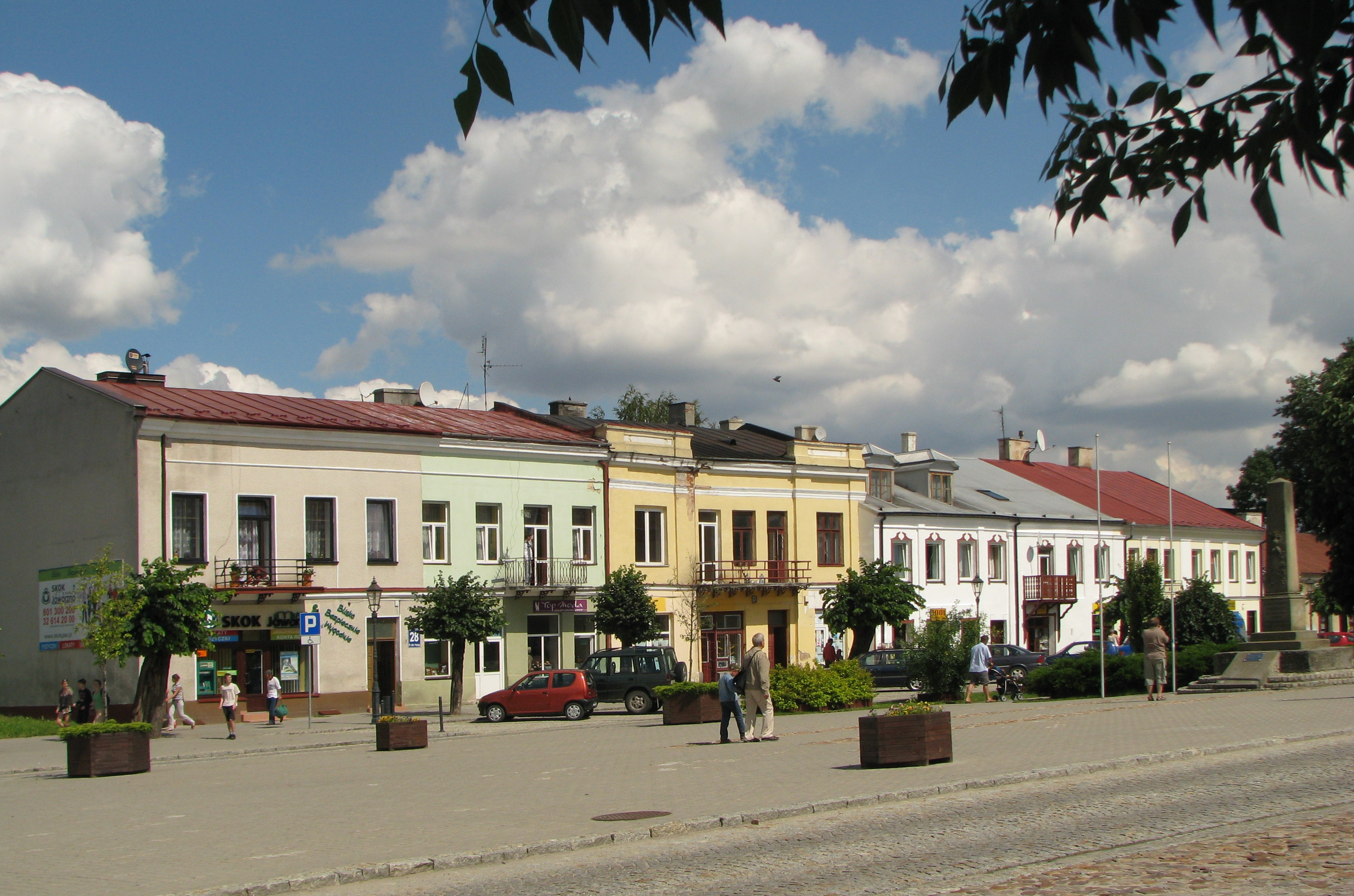
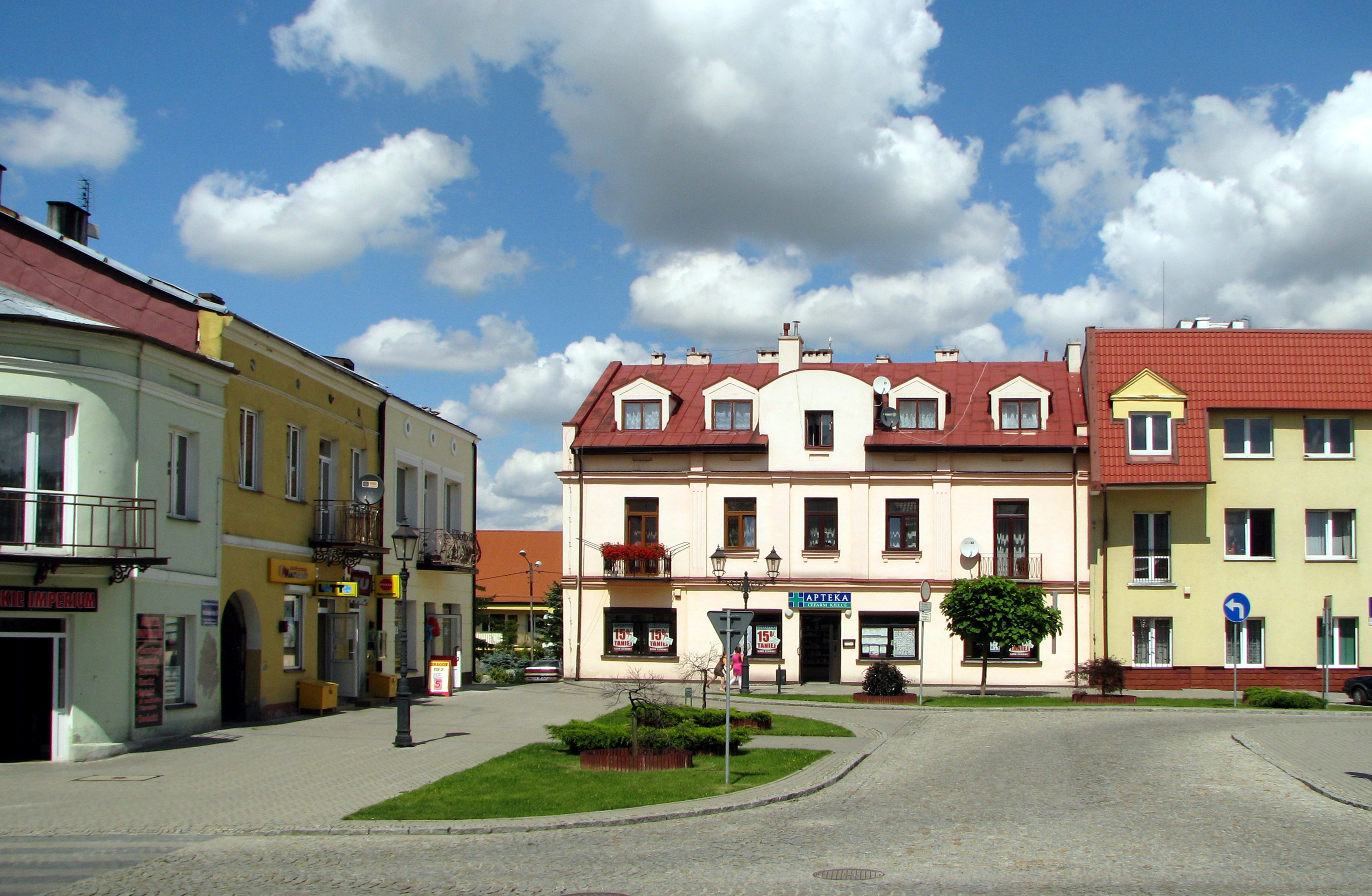

Opatów był pierwszym miastem w województwie sandomierskim w którym zamieszkali Żydzi. Przywileje zostały im nadane w 1545 roku przez Hetmana Wielkiego Koronnego, Jana Tarnowskiego, który był ówczesnym starostą Sandomierza oraz właścicielem Opatowa.
W pierwszej połowie XVI w., przy dzisiejszej ul. Kopernika założono cmentarz żydowski, w XVII wybudowano synagogę.
Na początku lat 20. XX w Opatowie, który w języku jidysz nazywany był „Apt”, mieszkało prawie 5,5 tys. Żydów. Jednym z najbardziej znanych mieszkańców Opatowa był rabin Abraham Joshua Heschel, zwany Rabim z Opatowa – uczeń Elimelecha z Leżajska i autorytet wśród cadyków. Z Opatowa pochodził także malarz ludowy Mayer Kirshenblatt.

Podczas II wojny światowej w Opatowie powstało założone przez nazistów getto opatowskie, które znajdowało się w obszarze ulic Joselewicza, Zatylnej, Wąskiej oraz Starowałowej. W getcie przetrzymywano około 10 tys. Żydów. Miejsce zostało zniszczone podczas holocaustu, natomiast 8 tys. mieszkańców getta trafiło w październiku 1942 roku do niemieckiego nazistowskiego obozu zagłady w Treblince, a kolejne 2 tys. wysłano do obozów pracy, z których nigdy nie wrócili.

## Transport
- droga krajowa nr 9 (E371): Radom – Rzeszów
- droga krajowa nr 74: Walichnowy – Wieluń – Bełchatów – Piotrków Trybunalski – Kielce – Opatów – Kraśnik – Zamość – Hrubieszów – Zosin – granica państwa
- droga wojewódzka nr 757: Opatów – Stopnica

## Demografia
Według danych z 1 stycznia 2017 r. miasto miało 6516 mieszkańców.
- Piramida wieku mieszkańców Opatowa w 2014 roku[1].

## Zabytki

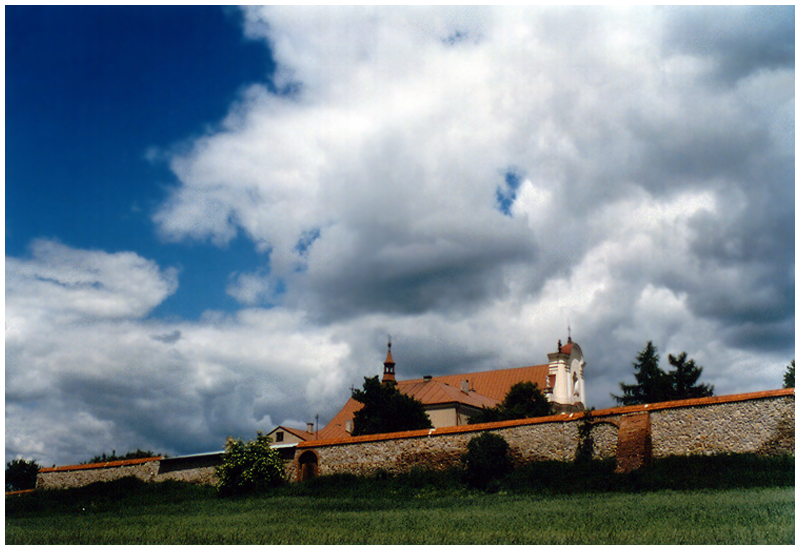
Klasztor oo. Bernardynów

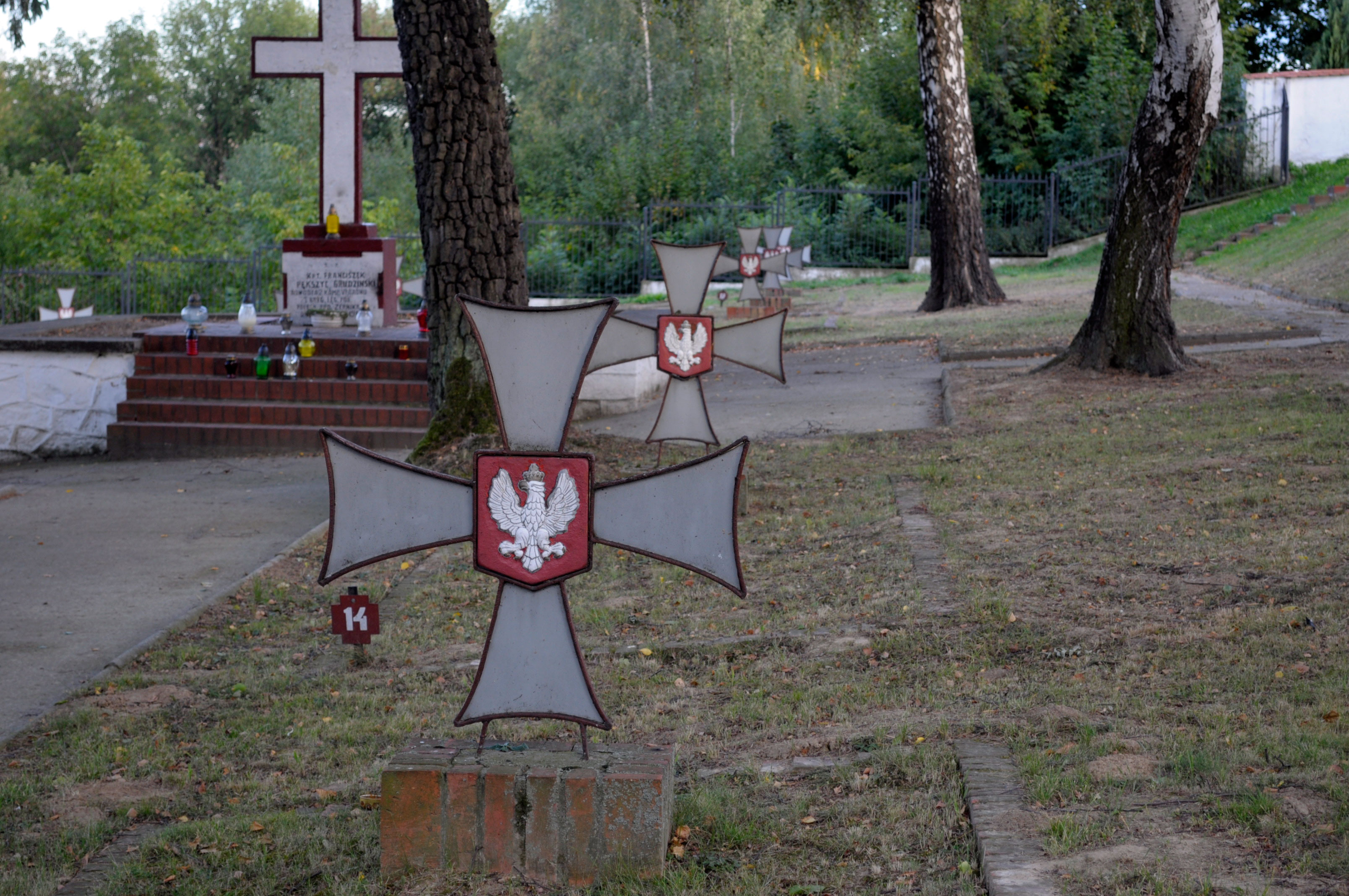
Cmentarz z I wojny światowej

W mieście znajduje się wiele obiektów historycznych wpisanych na listę zabytków:
- Układ urbanistyczny, wpisany do rejestru zabytków nieruchomych (nr rej.: A.527 z 16.05.1947 i z 8.05.1985)[26].
- Kolegiata św. Marcina, świątynia w stylu romańskim pochodząca z II poł. XII w., w 2006 r. obchodząca 800-lecie nadania statusu kolegiaty; znajduje się w niej szereg unikatowych zabytków, np. odlany z brązu Lament Opatowski, przedstawiający rozpacz 41 mieszkańców Opatowa po śmierci Krzysztofa Szydłowieckiego, obok nagrobka kanclerza znajduje się także nagrobek jego córki, a także płyty nagrobne dwóch jego synów. Ponadto na ścianach kolegiaty, znajdują się malowidła przedstawiające sceny słynnych bitew – odsiecz wiedeńską, Psie Pole i Grunwald. Cenne są również XVIII-wieczne ławki i stalle, a także organy, dzieło sztuki organowej. Nr rej.: A.528/1-3 z 18.10.1956, z 21.06.1967 i z 16.06.1977[26].
- Pozostałości murów miejskich wzniesionych przez kanclerza Krzysztofa Szydłowieckiego z jedyną zachowaną bramą – Warszawską; nr rej.: A.536/1-2 z 30.05.1972 i z 16.06.1977[26].
- Barokowy klasztor oo. Bernardynów wzniesiony w XIV–XV w. na miejscu osady Żmigród. Wsławił się bohaterską obroną podczas wspomnianego najazdu Tatarów w XVI w. Wewnątrz szczególnie interesujący jest rokokowy ołtarz główny, iluzjonistyczne ołtarze boczne, wśród nich Tłocznia Mistyczna, oraz odnowione malowidła ścienne. Nr rej.: A.529/1-3 z 18.10.1956, z 21.06.1967 i z 16.06.1977[26].
- Podziemia Opatowskie – system dawnych piwnic kupieckich wydrążonych w lessie pod rynkiem starego miasta (Placem Obrońców Pokoju).
- Dawna synagoga przy ul. Szerokiej, niedaleko rynku (obecnie nie istnieje).
- Dom z podcieniami na Rynku z XVI w., zniszczony w czasie II wojny światowej i odbudowany po wojnie, obecnie urząd miasta (ratusz). Nr rej.: A.537 z 14.10.1949 i z 28.10.1971[26].
- Kapliczka św. Jana Nepomucena z przełomu XVIII i XIX w. – drewniana, z krytym gontem namiotowym daszkiem, pod którym znajduje się figura świętego. Odnowiona w latach 90. XX w., a następnie w 2012 r.

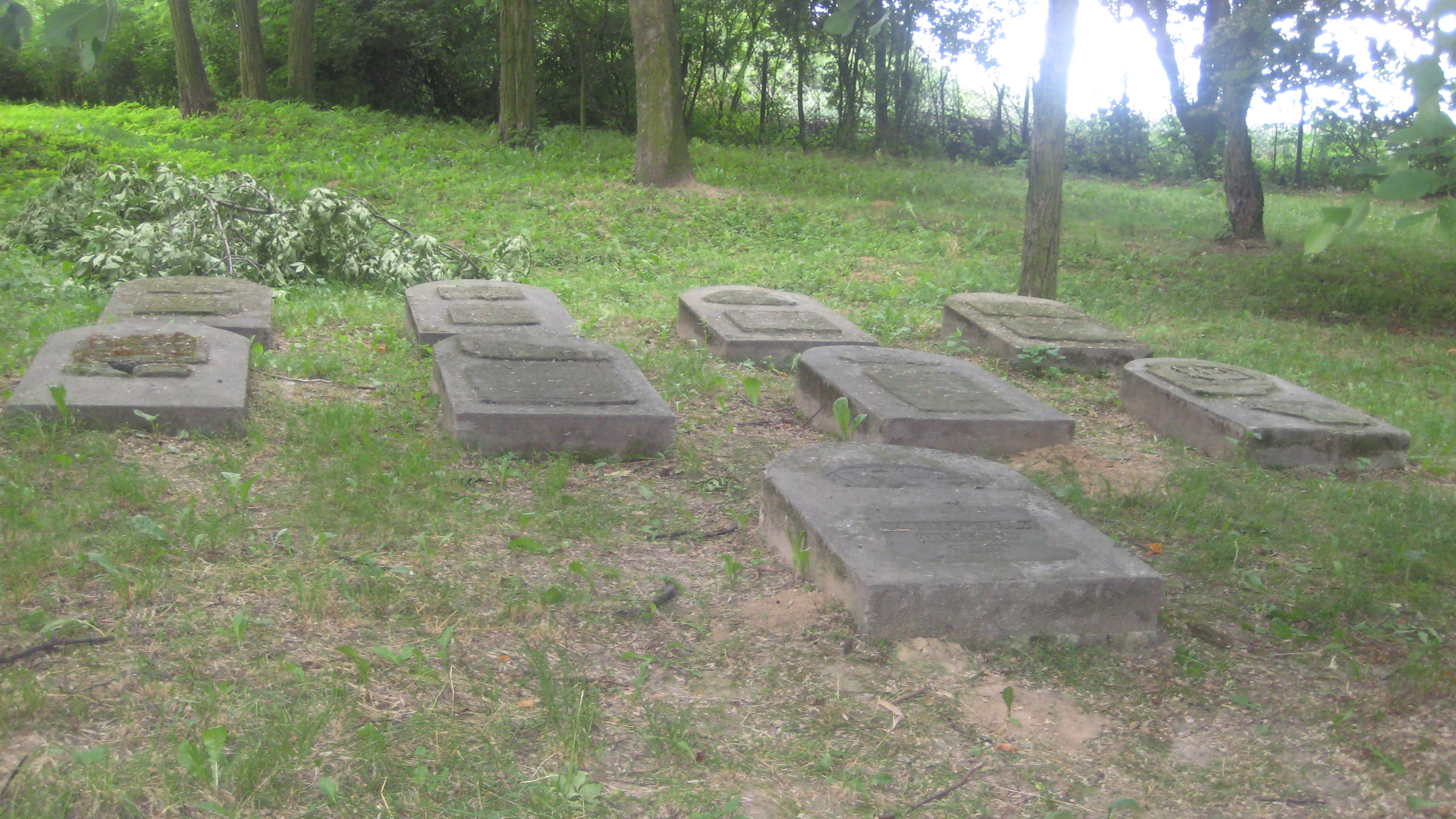
Żydowskie Macewy

- Symboliczna mogiła Ludwika Topór-Zwierzdowskiego, powstańca z 1863 r. (nr rej.: A.535 z 24.05.1993)[26].
- Mogiła powstańców z 1863 r. (nr rej.: A.533 z 24.05.1993)[26].
- Mogiła ks. Przybyłowskiego, powstańca z 1863 r. (nr rej.: A.534 z 24.05.1993)[26].
- Cmentarz parafialny (nr rej.: A.530 z 17.06.1988)[26].
- Cmentarz wojenny z I wojny światowej (nr rej.: A.531 z 16.05.1988)[26].
- Lapidarium na terenie dawnego cmentarza żydowskiego, obecnie park miejski (nr rej.: A.532 z 22.04.1991)[26].

## Turystyka

Opatów – plan miasta

Przez Opatów przechodzi  niebieski szlak turystyczny z Gołoszyc do wsi Dwikozy.
Opatów jest punktem początkowym szlaków rowerowych:
- czerwonego
- zielonego
- niebieskiego
- żółtego do Sandomierza
- czarnego do Nowej Słupi

## Sport
W mieście działa klub piłki nożnej, OKS Opatów, założony w 1925 roku, który w sezonie 2024/2025 występuje w klasie A, gr. Sandomierz.

## Wspólnoty wyznaniowe
- Kościół rzymskokatolicki
  - Parafia Wniebowzięcia Najświętszej Maryi Panny w Opatowie
  - Parafia św. Marcina w Opatowie
- Świadkowie Jehowy
  - zbór i Sala Królestwa[28].

## Współpraca międzynarodowa
Miasta i gminy partnerskie:  Modrý Kameň – Słowacja

## Burmistrzowie Opatowa
- Jan Borek (1990-2002)
- Krystyna Kielisz (2002-2010)
- Andrzej Chaniecki (2010-2018)
- Grzegorz Gajewski (2018-nadal)